# エリカ・シアホウ
エリカ・シアホウ（夏侯云姗、Erica Xia-Hou、1988年9月13日 - ）は、中華人民共和国の女優。

## 経歴
本名・旧芸名は夏侯琪誉。湖南省長沙市出身。大学でダンスなどを学んだ後に中央戯劇学院で演劇を学び、2009年に女優デビュー。2012年の映画『給野獣献花』ではジェイシー・チャンと共演。2017年の『ポリス・ストーリー REBORN』ではジャッキー・チェンと共演しており、同作をはじめ出演映画で脚本を兼ねることも多い。

## 出演作品

### 映画
- 小英雄雨来（2009年）
- 不可複制的恋人（2010年）
- 我們恋愛吧（2010年）
- 嫦娥（2011年）
- 婚礼告急（2011年）
- 様板間（2011年）
- 給野獣献花（2012年）兼脚本
- ポリス・ストーリー REBORN 機器之血（2017年）兼脚本
- 曾经相爱的我们（2021年）兼脚本
- 野夏天（2022年）
- 猎狐行动（2025年）兼脚本

### テレビドラマ
- 高地（2009年）
- 紅警（2010年）
- 八千湘女上天山（2010年）
- 四手妙弾（2011年）
- 孔子 孔子春秋（2011年）
- 猛獣列車（2012年）
- 大波（2013年）
- 打骗行动之你被盯上了（2014年）
- 唱戦記（2014年）
- 最危険的時刻（2014年）
- 大話紅娘（2017年）